# Anna Gelderd
Anna Gelderd est une personnalité politique britannique, membre du Parti travailliste. Elle est députée de South East Cornwall depuis 2024.

## Biographie

### Carrière politique
En 2024, Anna Gelderd est élue députée de South East Cornwall avec 15 670 voix, succédant à Sheryll Murray,. 